# 举证责任倒置
举证责任倒置（英語：reverse onus），是指基于法律规定，在某些特殊侵权行为案件中常不利於受损害当事人所設置之特殊法律救济方法，以倒轉程序法中「谁主张，谁举证」的原則，在实体法對侵权责任归责原则做出特殊规定。中華人民共和國2013年《消费者权益保护法》就是一例，对部分商品和服务的举证责任进行倒置，讓消费者不用承担举证责任，以達到消费者保护。
将通常情形下本应由提出主张的一方当事人（通常是原告）负担的举证责任，由于某种事由(通常是法律規定或是法院實務創設類型)，而由他方当事人（一般是被告）就某种事实存在或不存在来承担举证责任，如果该方当事人不能就此举证证明，则推定原告的事实主张成立的一种举证责任分配制度。
在一般证据规则中，“谁主张，谁举证”是举证责任分配的一般原则，而举证责任的倒置则是这一原则的例外。

## 基礎
必須要先有舉證責任分配，方有倒置的存在。舉證責任分配的一般原則是規範理論。

## 法律规定

### 中華人民共和國
中華人民共和國《民法通则》第123条规定：“从事高空，高压，易燃，易爆，剧毒，放射性，高速运输工具等对周围环境有高度危险的作业造成他人损害的，应当承担民事责任；如果能够证明损害是由受害人故意造成的，不承担民事责任。”
中華人民共和國《工伤保险条例》第19条规定：“ 劳动保障行政部门受理工伤认定申请后，根据审核需要可以对事故伤害进行调查核实，用人单位、职工、工会组织、医疗机构以及有关部门应当予以协助。职业病诊断和诊断争议的鉴定，依照职业病防治法的有关规定执行。对依法取得职业病诊断证明书或者职业病诊断鉴定书的，劳动保障行政部门不再进行调查核实。职工或者其直系亲属认为是工伤，用人单位不认为是工伤的，由用人单位承担举证责任。”